# 1116 w polityce
Wydarzenia polityczne w 1116 roku.

## Zmarli
- Ramiro Sánchez, hiszpański dostojnik[1].